# Fabricio Dentice
Fabricio Dentice (Fabrizio en italiano), nacido alrededor de 1530 en Nápoles, † 24 de febrero de 1581 en Parma) fue un lutista y compositor italiano.
Dentice, cuyo padre, Luigi, también tocaba el laúd y componía, recibió su formación como intérprete de laúd todavía en su ciudad natal, aunque posteriormente se trasladó a Roma y vivió en Parma. Era un producto de la continuación de numerosas escuelas de música en Nápoles y fue considerado por sus contemporáneos como un excelente instrumentista.
Además de ser en su tiempo muy popular por el laúd muy popular, creó algunas obras de música vocal, incluyendo motetes y madrigales.